# Pays du Buëch
Le pays du Buëch est une région naturelle de France située au sud du massif alpin. Elle est constituée de tout ou partie de plusieurs cantons occidentaux du département des Hautes-Alpes et correspond approximativement au bassin du petit et du grand Buëch, qui rejoint le petit Buëch en amont de Serres. La partie haute de la vallée du grand Buëch est plus spécifiquement désignée sous le nom de Bochaine.

## Géographie
C'est un pays de moyenne montagne dominé par quelques sommets comme la montagne d'Aujour (1 834 m) et la montagne de Céüse (2 016 m), barré au sud par la montagne de Chabre (1 393 m). La haute vallée du Buëch culmine au rocher Rond (2 453 m). Le terrain est principalement constitué de marnes et d'alluvions, qui donnent des sols pauvres.
Le pays du Buëch est traditionnellement un pays de passage entre la Vallée de la Durance et Grenoble par le col de la Croix-Haute (N75) d'une part, et entre la vallée du Rhône et l'Italie d'autre part, par la route entre Lapalud et Briançon (l'ancienne N94). Ces deux routes se croisent à Serres, au sud du Bochaine.

## Population
Ce pays regroupe les cantons d'Aspres-sur-Buëch, Veynes, Serres, Laragne-Montéglin et Rosans. Le canton de Rosans, situé à l'ouest et bien que faisant partie de la définition récente des pays du Buëch, est totalement tourné vers les Baronnies. Ces cinq cantons regroupent 14 676 habitants (1999) sur 998 km2 soit une densité très faible de 14,7 hab/km2.

## Activités

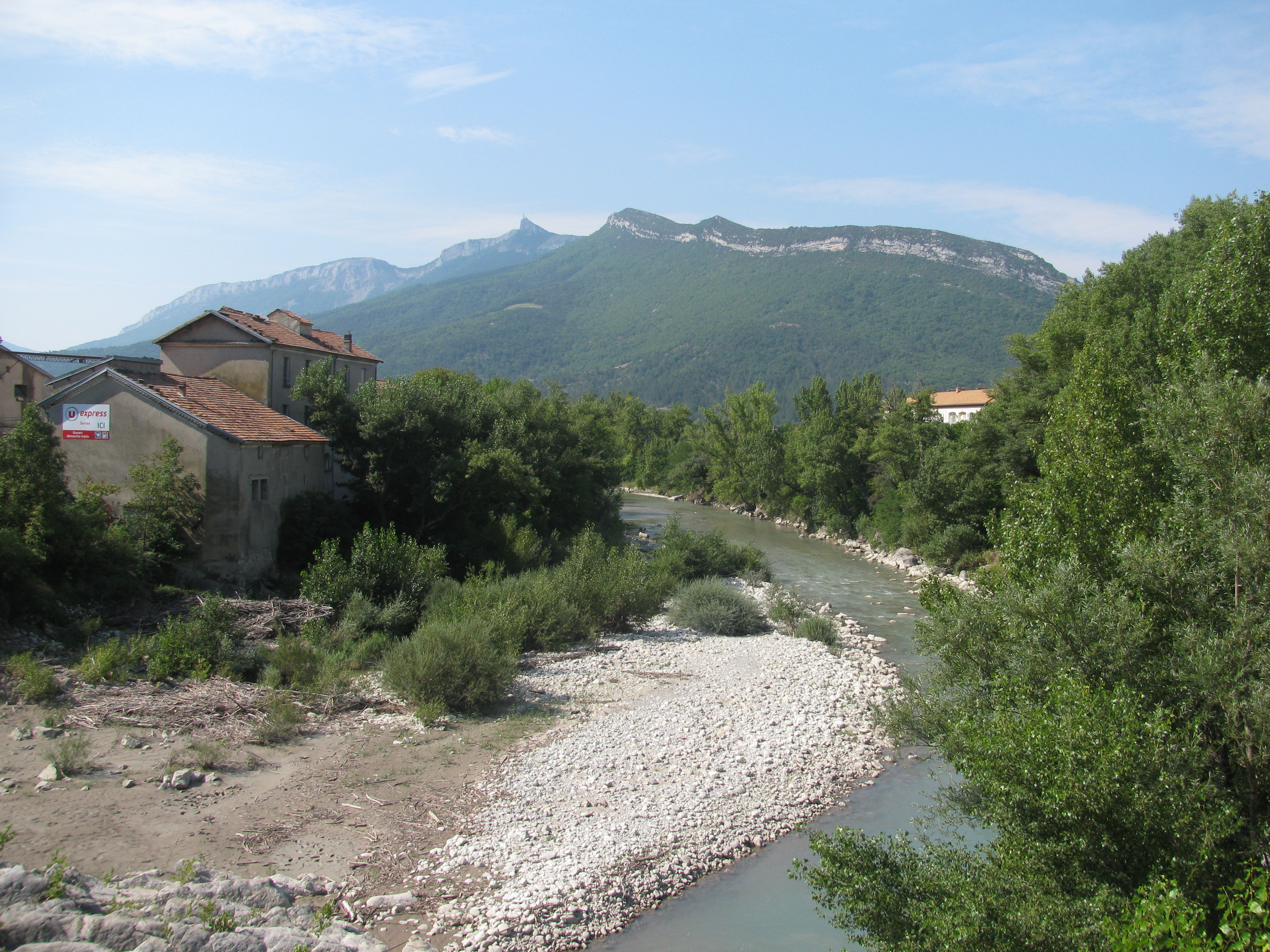
Le lit du torrent à la sortie de Serres

L'activité du pays est essentiellement agricole : élevage ovin prédominant sur prairies de luzerne, sainfoin mais surtout parcours, céréaliculture à faible rendement (blé dur, orge, blé tendre, triticale). Les cultures de lavande sont en régression rapide. L'irrigation, pratiquée localement via des systèmes anciens (La Bâtie-Montsaléon) ou plus récents (Le Saix) a permis l'amélioration des rendements des prairies et l'installation de l'arboriculture (pommes, poires). 
Le tourisme peine à se développer (montagnes peu accessibles, peu de neige, pas de monument ou site naturel d'importance, peu d'aménagements en dehors de la base nautique de la Germanette à Serres et le plan d'eau de Saint-Genis).